# Varcia debilis
Varcia debilis är en insektsart som beskrevs av Melichar 1898. Varcia debilis ingår i släktet Varcia och familjen Nogodinidae. Inga underarter finns listade i Catalogue of Life.